# 2 octombrie
ianuarie • februarie • martie  • aprilie  • mai  • iunie  • iulie  • august  • septembrie  • octombrie  • noiembrie  • decembrie
2 octombrie este a 275-a zi a calendarului gregorian și a 276-a zi în anii bisecți. Mai sunt 90 de zile până la sfârșitul anului.

## Evenimente

1187: Saladin a cucerit Ierusalimul, încheind astfel domnia creștină de 88 de ani asupra orașului. Acest eveniment va conduce apoi la cea de-a treia cruciadă.

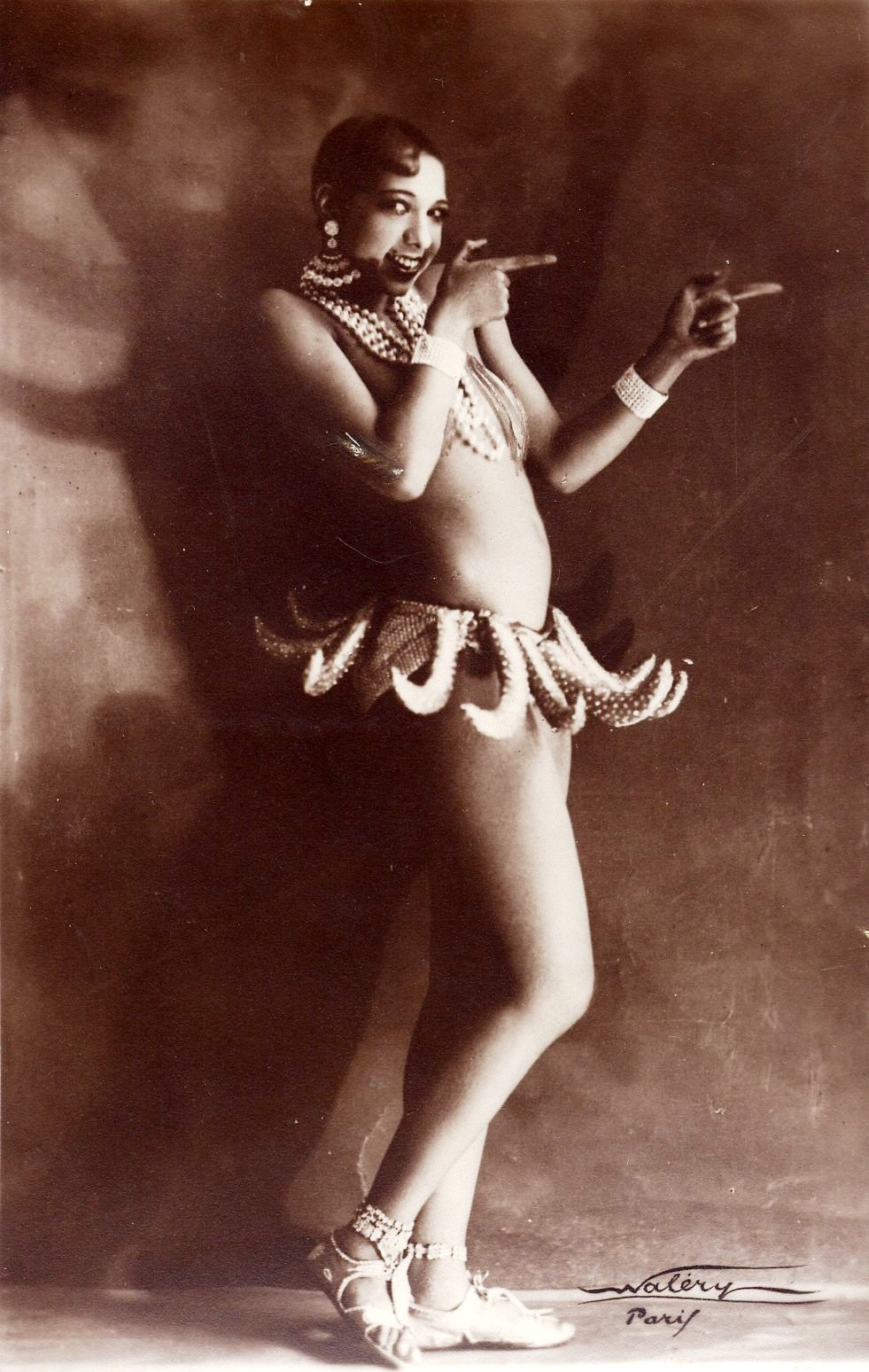
1925: Josephine Baker a debutat la Paris, în La Revue Négre.

- 1187: Saladin a cucerit Ierusalimul, încheind astfel domnia creștină de 88 de ani asupra orașului. Acest eveniment va conduce apoi la cea de-a treia cruciadă.
- 1409: Este atestată cea mai veche pisanie românească, cea de la Biserica din Streisângeorgiu, Hunedoara.
- 1535: Exploratorul francez Jacques Cartier a navigat pe râul Sfântul Laurențiu și a descoperit așezarea fortificată Hochelaga construită de băștinașii Iroquois pe locul actualului oraș Montreal.
- 1552: În urma unui puternic asediu, orașul Kazan este ocupat de trupele lui Ivan cel Groaznic. Cronicile relatează că orașul a fost ars din temelii și o mare parte a populației a fost masacrată de soldații ruși.
- 1569: Bogdan Lăpușneanu depune omagiu regelui polon Sigismund II August.
- 1649: Forțele papale ale lui Inocențiu al X-lea cuceresc și distrug orașul Castro.
- 1746: Într-un ciclon în apropierea localității Madras din India, trei nave de război franceze Duc d'Orléans, Phénix și Lys, se scufundă și mor aproximativ 1200 de membri ai echipajelor.
- 1752: Calendarul Gregorian este introdus în Anglia și în coloniile acesteia.
- 1835: O armată mexicană trimisă pentru a-i dezarma pe localnicii din orașul Gonzales a întâmpinat rezistență din partea acestora în bătălia de la Gonzales, prima luptă din cadrul Revoluției Texane.
- 1919: Președintele american Woodrow Wilson suferă un atac celebral care îl lasă parțial paralizat.
- 1925:  Tânăra de 19 ani, Josephine Baker, a debutat la Paris, la  Théâtre des Champs-Élysées, cu dans erotic în La Revue Négre.
- 1930: Henry Ford pune piatra de temelie pentru Uzinele Ford din Köln.
- 1941: Al Doilea Război Mondial: Wehrmachtul a început operațiunea Taifun, o ofensivă totală împotriva Moscovei, care a declanșat bătălia de la Moscova.
- 1954: La Conferința de la Londra a miniștrilor de externe, se decide reînarmarea Republicii Federale Germania și aderarea la NATO.
- 1955: ENIAC, este întrerupt primul computer digital.
- 1958: Guineea își obține în urma unui referendum independența de Franța. Primul președinte a statului va fi Sékou Touré.
- 1966: România - Se publică decretul Consiliului de Stat pentru întreruperea sarcinii, semnat de Chivu Stoica.
- 1980: La Caesars Palace din Las Vegas, Larry Holmes își apăra titlul mondial de box la categoria grea, împotriva lui Muhammad Ali într-o victorie prin knockout tehnic în runda 11.
- 1984: Cei trei cosmonauți sovietici Leonid Denisovich Kizim, Vladimir Alekseyevich Solovyov și Oleg Jurjewitsch Atkow au revenit după 237 zile pe Pământ. A fost până atunci, una din misiunile cu cele mai multe zile petrecute de cosmonauți, la bordul stației spațiale Salyut 7.
- 2002: Washingtonul deblochează un ajutor de 8 milioane de dolari pentru opoziția irakiană.
- 2006: Charles Carl Roberts intră într-o școală Amish din orașul Nickel Mines, Pennsylvania și împușcă cinci eleve în cap, rănește alte cinci (cu vârste cuprinse între 6 și 13 ani) apoi se sinucide.
- 2009: Dublin: irlandezii au votat în favoarea ratificării Tratatului de la Lisabona (67,13%).

## Nașteri
- 1452: Regele Richard al III-lea al Angliei (d. 1485)
- 1470: Isabella, Prințesă de Asturia, regină consort a Portugaliei (d. 1498)
- 1798: Carol Albert, rege al Sardiniei (d. 1849)
- 1814: Rosario Weiss Zorrilla, pictoriță spaniolă (d. 1843)
- 1847: Paul von Hindenburg, politician și mareșal prusaco-german, al 2-lea președinte al Germaniei (d. 1934)
- 1832: Edward Tylor, antropolog britanic, fondator al antropologiei culturale (d. 1917)
- 1852: William Ramsay, chimist scoțian, laureat Nobel (d. 1916)
- 1854: Louis Braquaval, pictor francez (d. 1919)
- 1869: Mahatma Gandhi, activist și filosof indian (d. 1948)

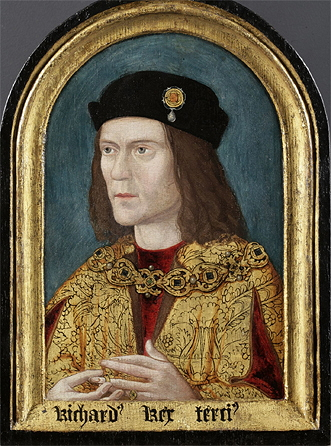
Richard al III-lea al Angliei
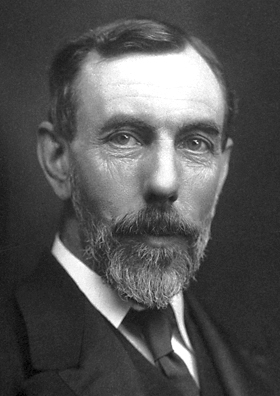
William Ramsay, chimist scoțian, laureat Nobel
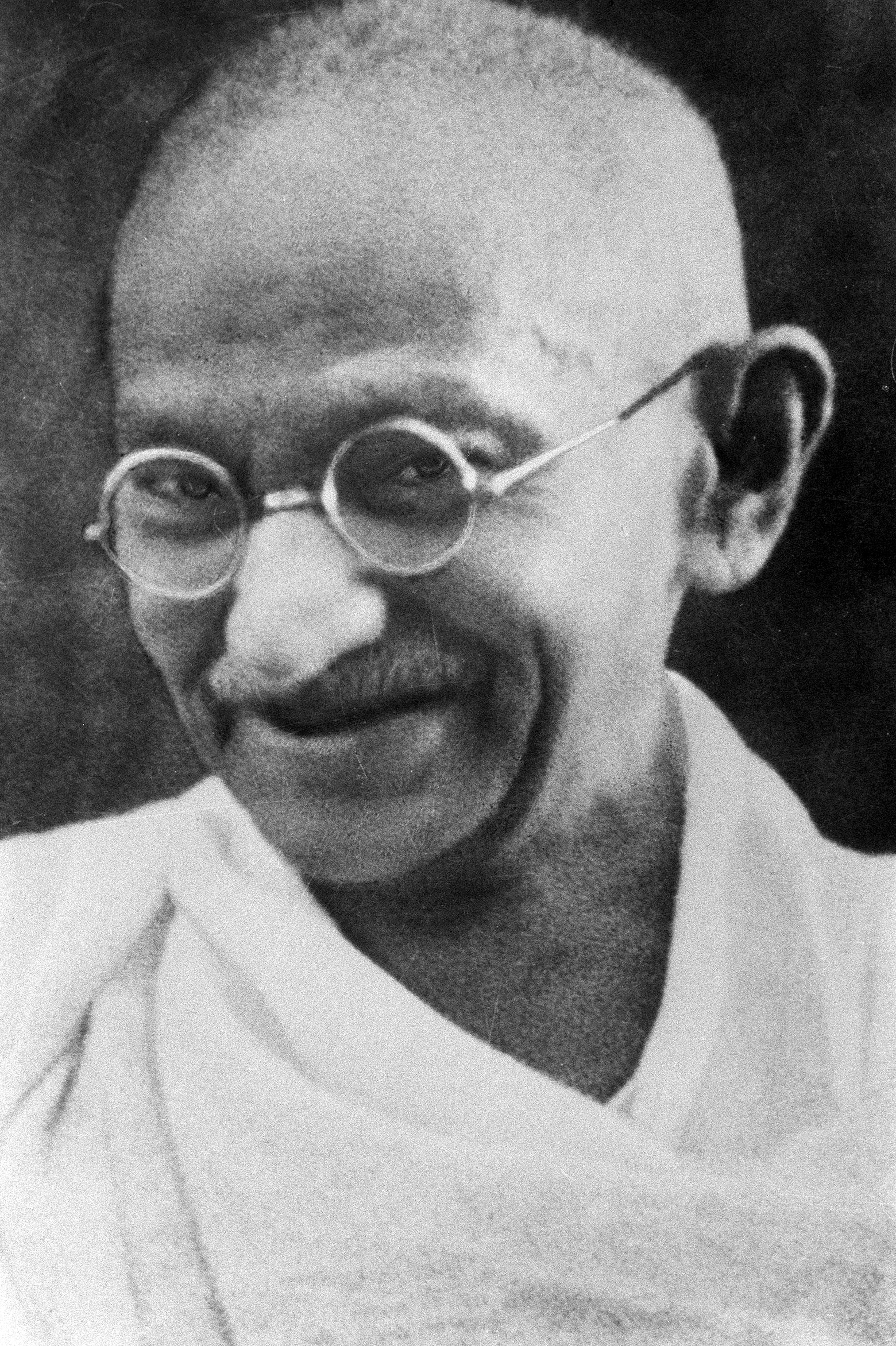
Mahatma Gandhi, activist și filosof indian

- 1873: Henri Cihoski, general al armatei române din Primul Război Mondial implicat în Afacerea Škoda (d. 1950)
- 1878: Conrad Schlumberger, geofizician francez (d. 1936)
- 1890: Groucho Marx, actor american de comedie (d. 1977)
- 1897: Miluță Gheorghiu, actor român (d. 1971)
- 1904: Graham Greene, scriitor britanic (d. 1991)
- 1907: Alexander Todd, chimist scoțian, laureat Nobel (d. 1997)
- 1911: Miron Radu Paraschivescu, poet, publicist și traducător român (d. 1971)
- 1917: Christian de Duve, biolog englez, laureat Nobel (d. 2013)
- 1920: Ștefan Kovacs, fotbalist și antrenor român (d. 1995)
- 1921: Dan Setlacec, medic și profesor de chirurgie român (d. 2009)
- 1927: Ion Predescu, jurist și politician român, judecător al Curții Constituționale a României, în perioada 2004-2013 (d. 2020)
- 1933: John B. Gurdon, biolog britanic, laureat Nobel
- 1933: Dana Comnea, actriță română (d. 2013)
- 1935: Paul Goma, scriitor român, refugiat politic la Paris, anticomunist, liderul Mișcării pentru drepturile omului din 1977 în România (d. 2020)

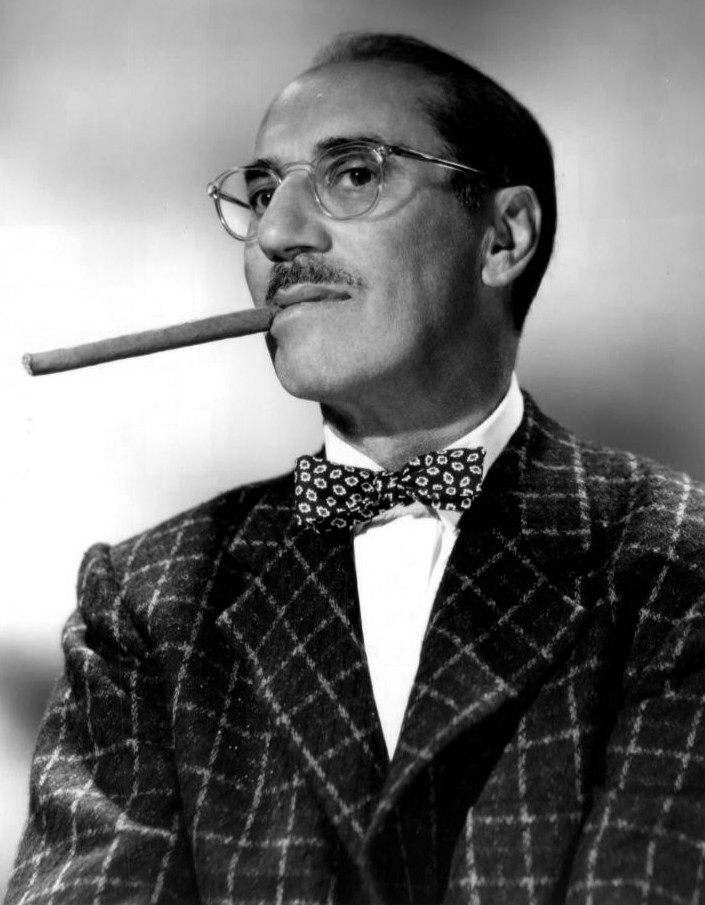
Groucho Marx, actor american de comedie
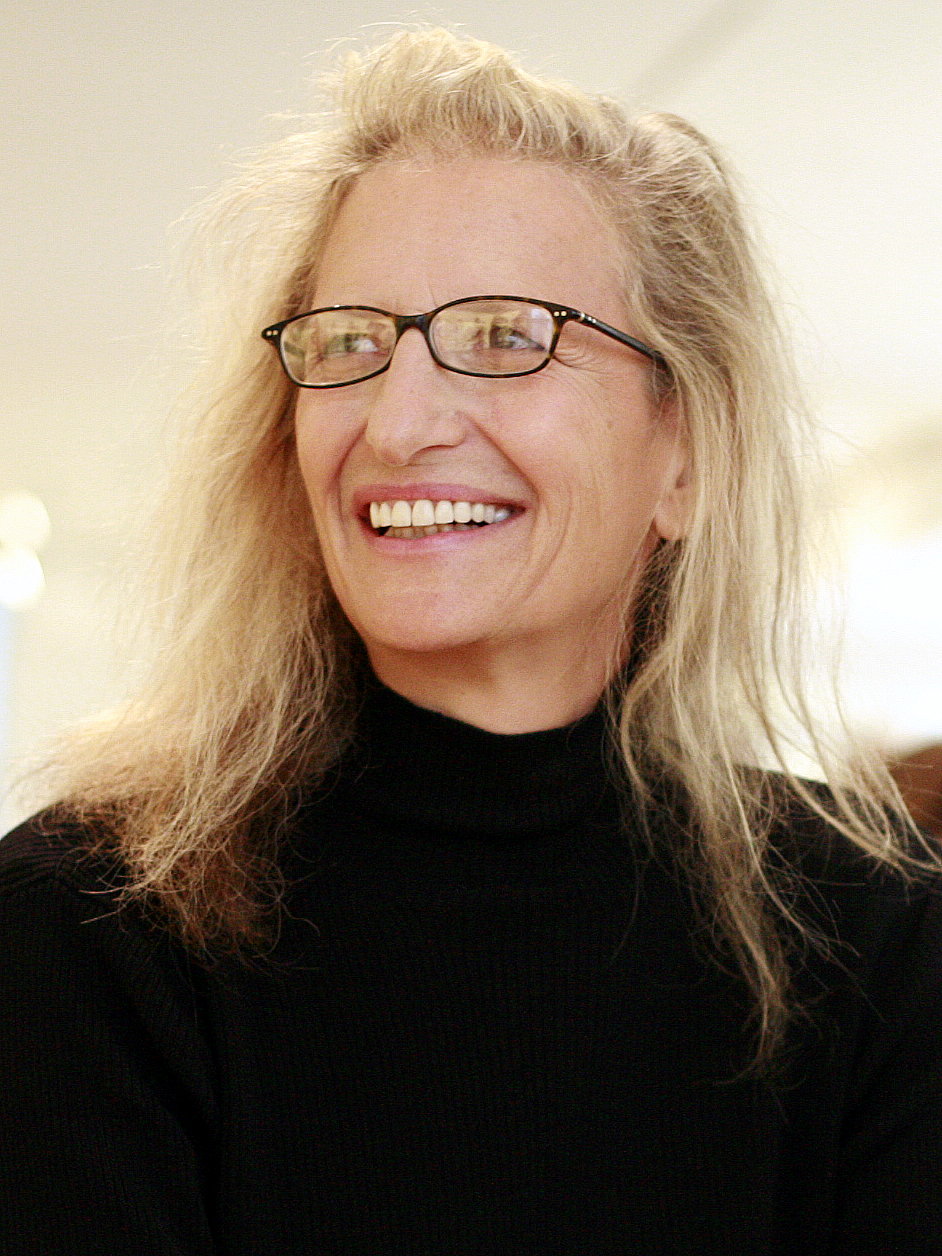
Annie Leibovitz, fotografă americană
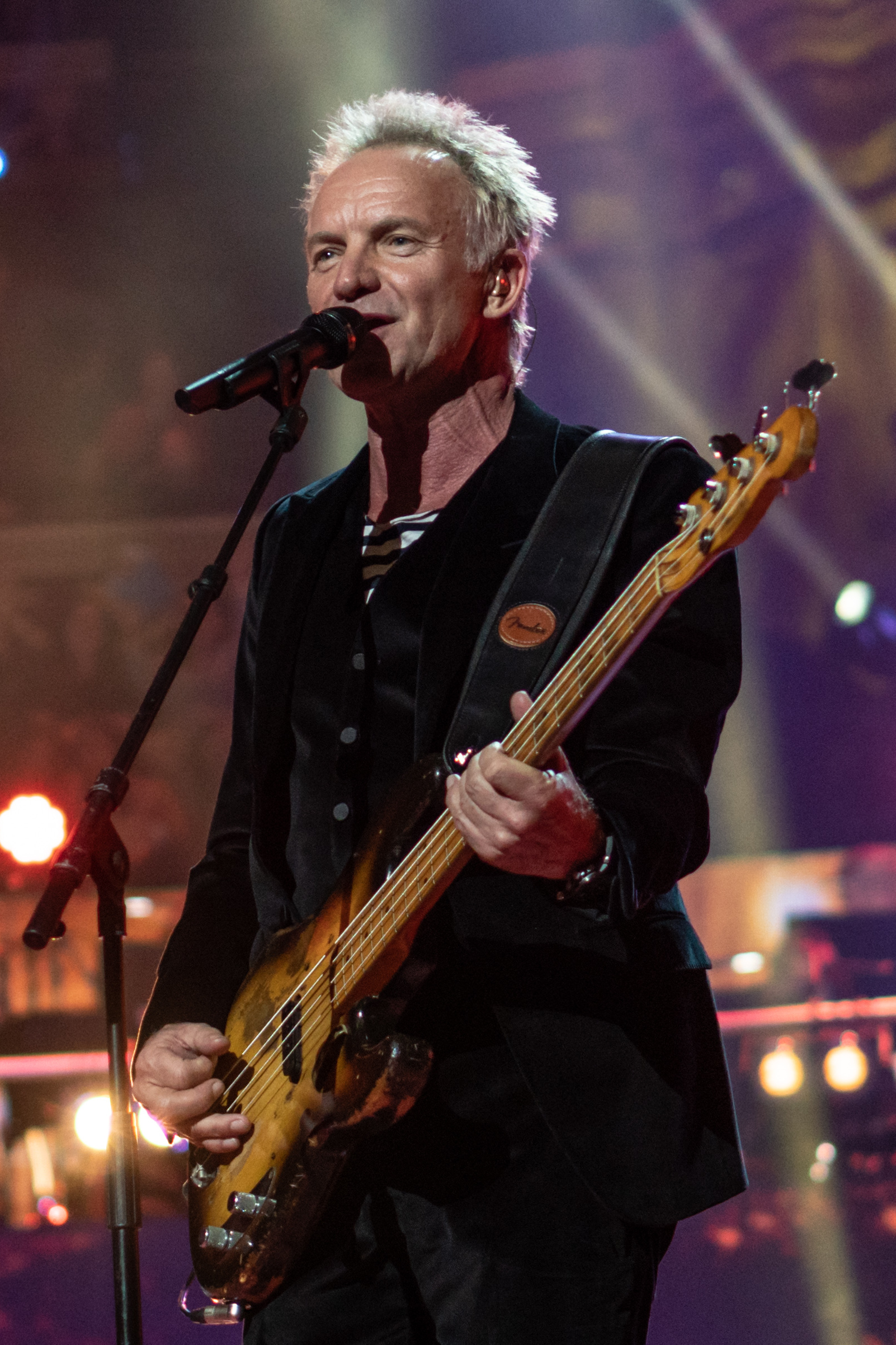
Sting, cântăreț-compozitor englez (The Police)

- 1936: Radu Aftenie, sculptor român
- 1939: Dan Spătaru, solist român de muzică ușoară (d. 2004)
- 1940: Gheorghe Gruia, handbalist român (d. 2015)
- 1941: Zareh Baronian, arhimandrit, Biserica Armeană București (d. 2017)
- 1949: Annie Leibovitz, fotografă americană
- 1949: Michael Bleekemolen, pilot olandez de Formula 1
- 1951: Sting, cântăreț-compozitor englez, basist și actor (The Police)
- 1956: Adrian Daminescu, cântăreț și compozitor român
- 1959: Luis Fernández, jucător și antrenor francez de fotbal
- 1965: Darren Cahill, jucător de tenis, antrenor australian
- 1969: Mihai Mărgineanu, cântăreț, actor, compozitor român de muzică folk și pop rock
- 1984: Marion Bartoli, jucătoare franceză de tenis
- 1985: Ciprian Marica, fotbalist român
- 1991: Roberto Firmino, fotbalist brazilian

## Decese
- 0534: Athalaric, rege al ostrogoților din Italia (n. 516)
- 1264: Papa Urban al IV-lea (n. 1185)
- 1764: William Cavendish, Duce de Devonshire, politician englez, prim-ministru al Regatului Unit (n. 1720)
- 1803: Samuel Adams, politician american (n. 1722)
- 1841: Honoré al V-lea, Prinț de Monaco (n. 1778)
- 1853: François Arago, matematician francez, al 25-lea prim-ministru al Franței (n. 1786)
- 1875: Petrache Poenaru, pedagog, inventator, inginer și matematician român (n. 1799)
- 1884: Jean Achard, pictor francez (n. 1807)

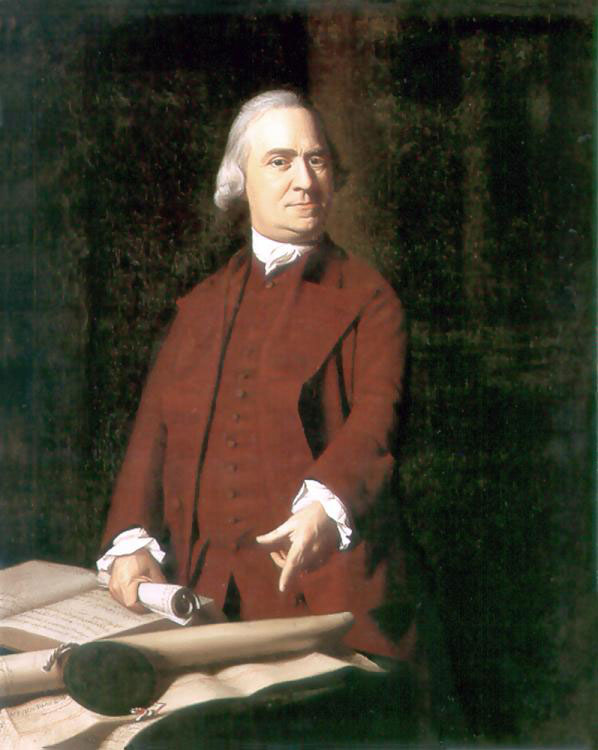
Samuel Adams, politician american
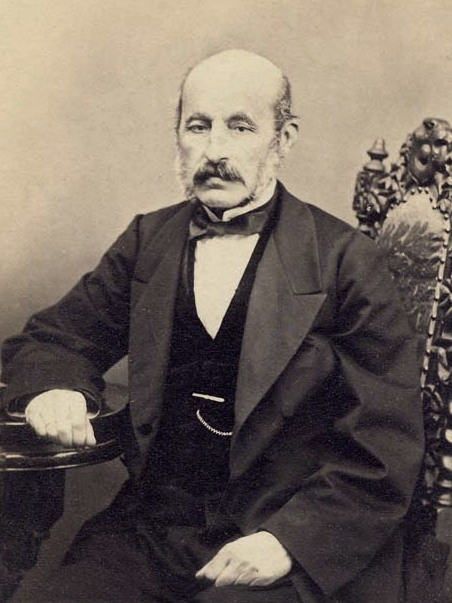
Petrache Poenaru, inventator, inginer și matematician român
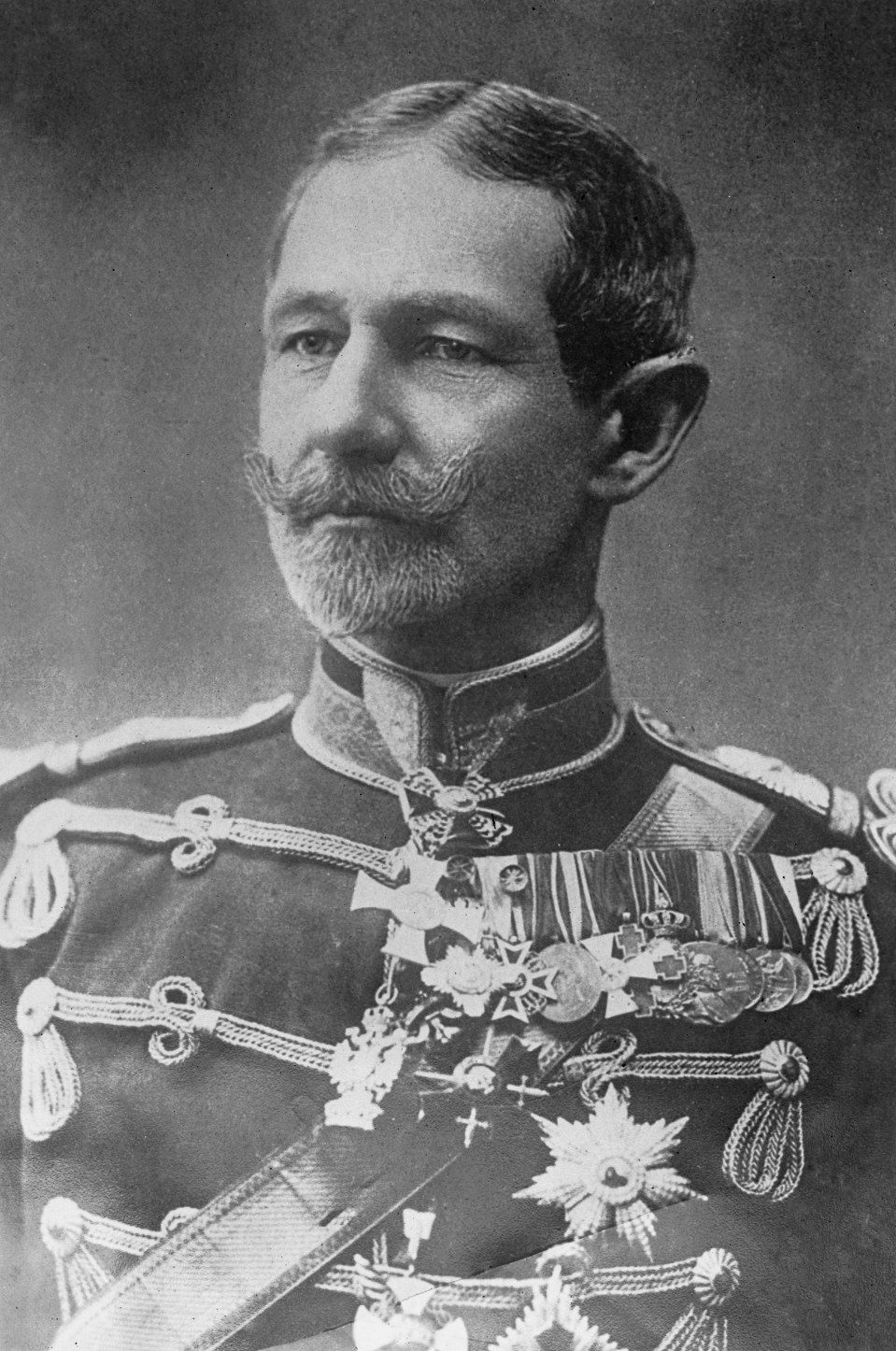
Alexandru Averescu, mareșal al României

- 1904: Jan Monchablon, pictor francez (n. 1854)
- 1918: Émile Moselly, scriitor francez, câștigător al Premiului Goncourt în 1907 (d. 1870)
- 1920: Max Bruch, compozitor și dirijor german, reprezentant al romantismului târziu (n. 1838)
- 1921: Regele Wilhelm al II-lea de Württemberg (n. 1848)
- 1927: Svante Arrhenius, chimist suedez, laureat al Premiului Nobel (n.1859)
- 1931: Jaime, Duce de Madrid, fiu al lui Carlos, Duce de Madrid (n. 1870)
- 1938: Alexandru Averescu, mareșal al României, general de armată și comandantul Armatei Române în timpul Primului Război Mondial (n. 1859)
- 1968: Marcel Duchamp, pictor francez (n. 1887)
- 1973: Paavo Nurmi, atlet finlandez (n. 1897)
- 1978: Ștefan Odobleja, medic român (n. 1902)
- 1980: Nucu Păunescu, actor român (n. 1912)

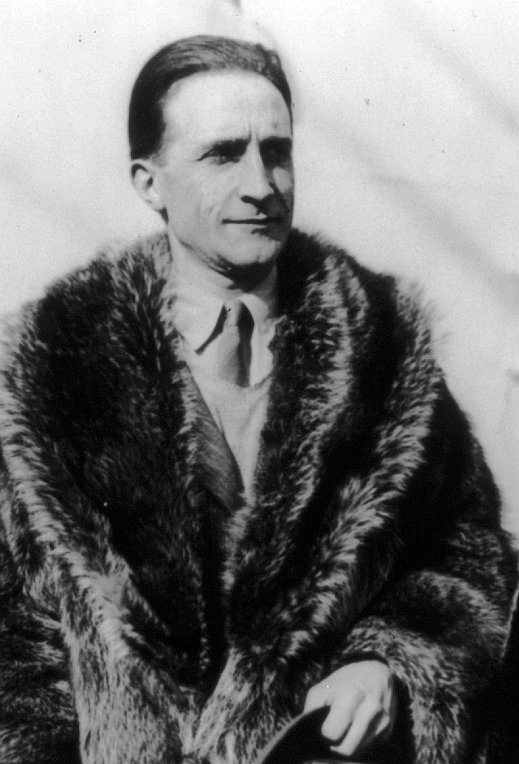
Marcel Duchamp, pictor francez
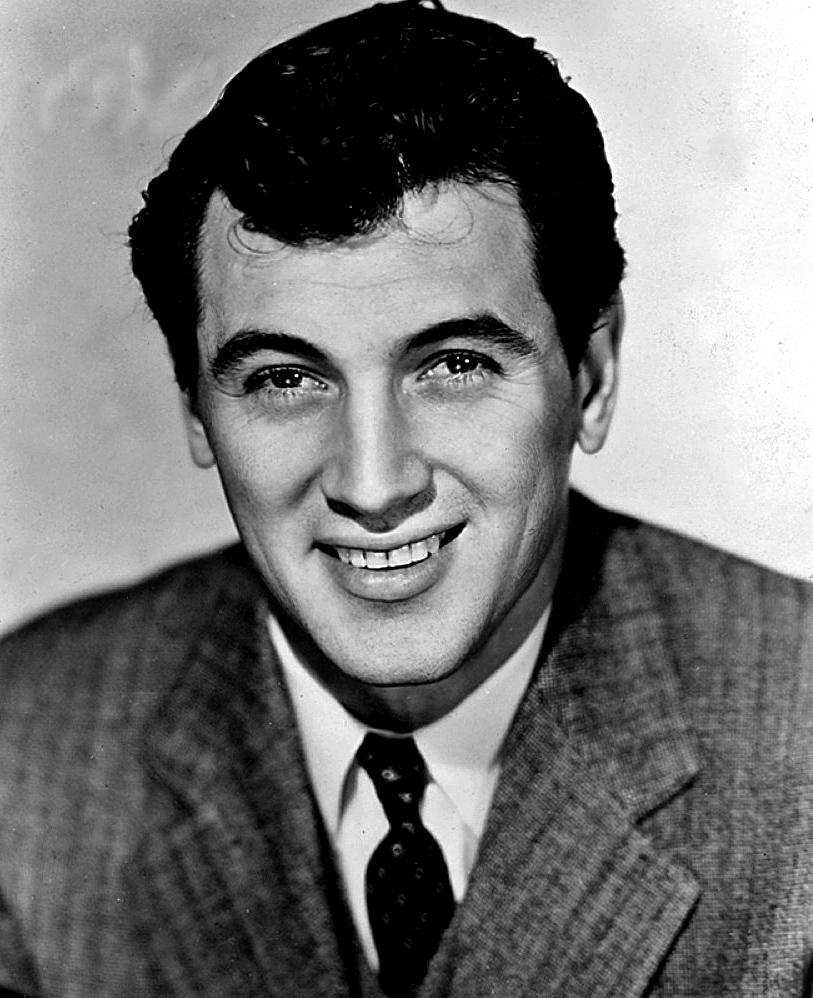
Rock Hudson, actor american
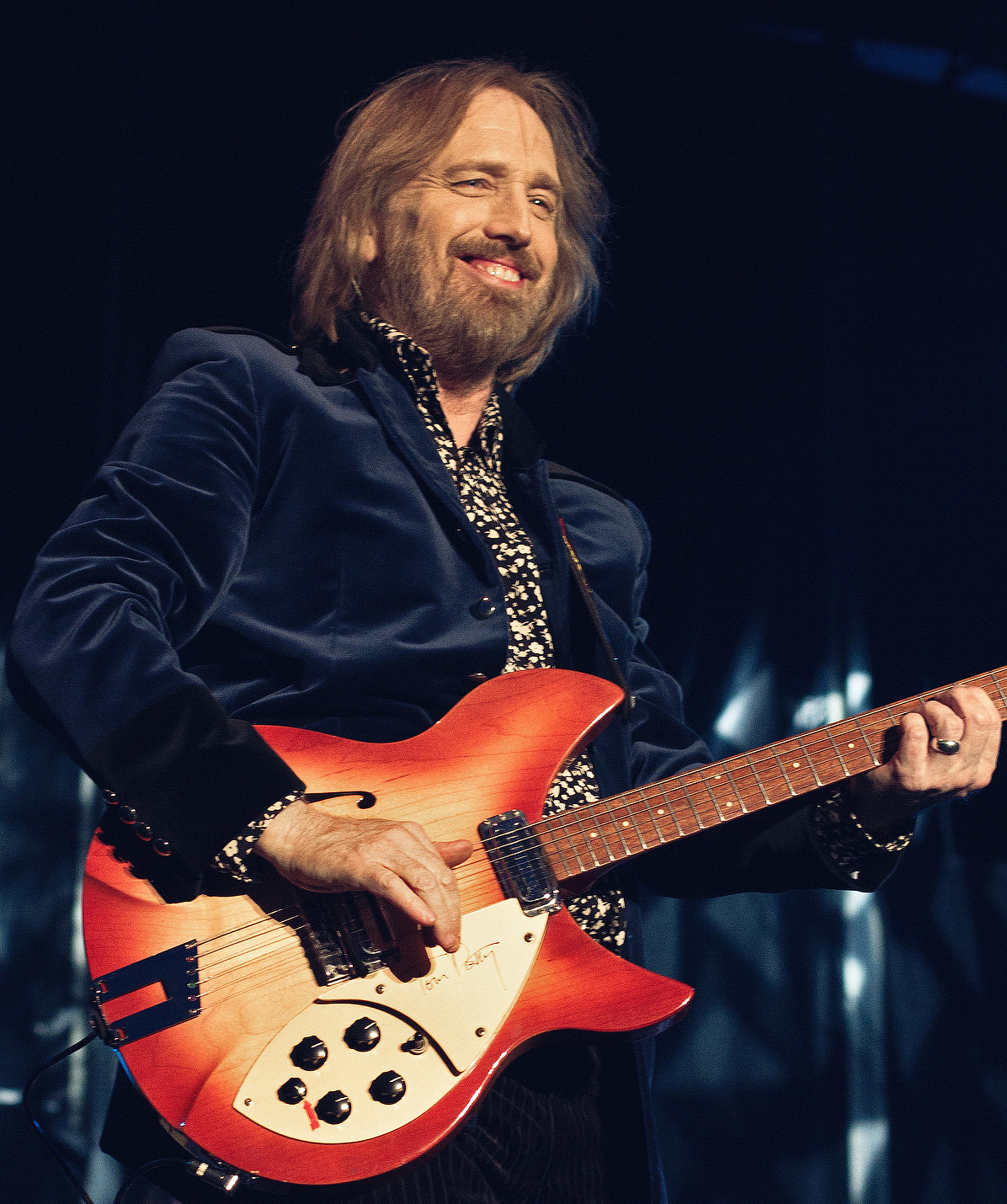
Tom Petty, muzician american

- 1985: Rock Hudson, actor american (n. 1925)
- 2002: Tiberiu Olah, compozitor și muzicolog român de etnie maghiară (n. 1928)
- 2007: Prințesa Ecaterina a Greciei și Danemarcei, fiică a regelui Constantin I al Greciei (n. 1913)
- 2017: Tom Petty, muzician american (n. 1950)
- 2020: Vsevolod Gavrilov, actor din Republica Moldova (n. 1942)

## Sărbători
- Sfinții Ciprian și Iustina (ortodox și greco-catolic)
- Sfinții Îngeri Păzitori (romano-catolic)
- Guineea: Ziua națională. Independența de Franța (1958)
- India: Ziua națională. Gandhi Jayanti: Ziua nașterii lui Mahatma Gandhi